# Contractmanagement
Contractmanagement is het managen (beheren) van afspraken die een organisatie heeft met een leverancier over de diensten of producten die door de leverancier worden geleverd. De term is oorspronkelijk afkomstig uit het BiSL-raamwerk, waarin handvatten staan voor functioneel beheer en informatiemanagement binnen een ICT-organisatie. Het raamwerk kent uitvoerende, sturende en strategische processen. Contractmanagement is een van de vier sturende processen. 
Wanneer een bedrijf zaken doet met een leverancier, worden er tussen beide partijen afspraken gemaakt over zaken als levertijden en wie er waarvoor verantwoordelijk is. De afspraken zijn erop gericht om de kwaliteit van de dienstverlening en / of producten op peil te houden, en zo mogelijk zelfs te verbeteren. 
Contractmanagement is gericht op het initiëren, bewaken en bijsturen van de gemaakte afspraken en prestaties tussen de contractpartijen in termen van doelen, taken, verantwoordelijkheden en bevoegdheden. Het doel hierbij is:
- Het in de verschillende fasen van de levenscyclus van een contract blijvend laten aansluiten van het contract op de zich veranderende context en behoeften, zodat behoeften, die met een contract beoogd worden, blijvend te realiseren en te optimaliseren zijn
- De risico’s, met impact op contract doelen en behoeften, te beheersen en mitigeren zijn.

Dit voor alle bij een contract betrokken partijen.